# Ferdinando Imposimato
Ferdinando Imposimato (Maddaloni, 9 aprile 1936 – Roma, 2 gennaio 2018) è stato un magistrato, politico e avvocato italiano, nonché presidente onorario aggiunto della Corte suprema di cassazione.
Si è occupato della lotta a cosa nostra, alla camorra e al terrorismo in Italia: è stato infatti giudice istruttore dei più importanti casi di terrorismo, tra cui il rapimento di Aldo Moro del 1978, l'attentato a papa Giovanni Paolo II del 1981, l'omicidio del vicepresidente del Consiglio superiore della magistratura Vittorio Bachelet e dei giudici Riccardo Palma e Girolamo Tartaglione.
Aveva un fratello, il sindacalista Franco Imposimato, ucciso dalla camorra nel 1983. 
Negli ultimi anni della sua attività si è occupato della difesa dei diritti umani, impegnandosi nel sociale. Ha promosso inoltre la ricerca di verità alternative a quelle processuali in alcuni casi di grande impatto presso l'opinione pubblica (come ad esempio circa l'omicidio di Marta Russo, il caso Carlotto, il caso Sofri). È stato inoltre il legale di Chico Forti, italiano detenuto negli Stati Uniti dal 2000 e, fino al 2015, avvocato difensore di Maria Pezzano nel caso della sparizione di Emanuela Orlandi.

## Biografia

### Origini e formazione
Nato da una famiglia di origini modeste (il padre era Maresciallo aiutante capo dell’Esercito Italiano), trascorse la sua fanciullezza e adolescenza a Maddaloni.
Frequentò la Scuola Elementare “Settembrini”, la Scuola Media “De Nicola” per poi conseguire la maturità classica al Liceo “Giordano Bruno”.
Si iscrisse alla “Federico II” di Napoli.
Dopo essersi laureato in giurisprudenza all'Università degli Studi di Napoli Federico II nel 1959, nel 1962 diventa vicecommissario della polizia di stato e viene inviato prima a Brescia e poi a Forlì. Un anno dopo torna a Roma come funzionario del Ministero del tesoro, ove lavora per un anno.

### L'ingresso in magistratura e le indagini sulla "Banda della Magliana"
Entró a far parte della magistratura italiana nel 1964. Nella prima metà degli anni '80, insieme ai colleghi Rosario Priore e Domenico Sica, si occupò di alcune indagini relative ai più importanti casi di terrorismo tra cui i processi sul caso Moro (i c.d. Moro bis e Moro ter), l'attentato a Giovanni Paolo II, l'omicidio del vicepresidente del Consiglio superiore della magistratura, Vittorio Bachelet, la strage di Piazza Nicosia, coniugando la legislazione speciale emanata durante gli anni di piombo con il rispetto dei diritti civili. Nel 1981, indagando sull'omicidio dell'usuraio Domenico Balducci e sugli affari del faccendiere Flavio Carboni, istruisce il processo alla banda della Magliana, che vedeva il coinvolgimento di importanti prelati, finanzieri, usurai, costruttori, politici, camorristi, mafiosi e membri della pubblica amministrazione. 
Fu inoltre il primo a parlare delle connessioni del terrorismo italiano con i servizi segreti israeliani e della presenza nel caso Moro del KGB. Tra i procedimenti curati, ci fu anche il caso di Michele Sindona, il banchiere siciliano legato a Cosa nostra, accusato di bancarotta fraudolenta per il fallimento di banche italiane e straniere, come la Franklin National Bank di New York.

### L'omicidio del fratello Franco e le minacce

Ferdinando Imposimato in foto per la copertina del settimanale francese Le Point, per la rubrica "Uomo dell'anno" nel 1984.

L'11 ottobre 1983 il fratello Franco viene ucciso per una vendetta trasversale. Dopo l'omicidio, il presidente della Repubblica Sandro Pertini riceve al Quirinale il giudice Ferdinando Imposimato per esprimergli la sua solidarietà non solo come Presidente della Repubblica ma anche come presidente del Consiglio superiore della magistratura. Il 16 dicembre 1984 il giudice indica ai magistrati tutte queste inchieste in cui ricercare il movente per l'omicidio del fratello, venendo poi minacciato dall'avvocato del fratello di Flavio Carboni.
Sempre nel 1984 Imposimato viene designato come rappresentante dell'Italia a Strasburgo per i problemi del terrorismo internazionale con abuso delle immunità diplomatiche e redige la "mozione finale" approvata all'unanimità dai rappresentanti dei 16 paesi dell'Europa.

### Le esperienze politiche, gli ultimi anni e la morte
Nel 1986, a causa delle continue minacce di cosa nostra decise di prendere un periodo di aspettativa, divenendo intanto consulente legale delle Nazioni Unite nella lotta al traffico di stupefacenti. Si reca più volte, per incarico dell'ONU, nei paesi dell'America Latina per i programmi di rafforzamento del sistema legale dei paesi afflitti dal narcotraffico. Prepara per conto delle Nazioni Unite diversi programmi di addestramento dei giudici colombiani, boliviani, peruviani ed ecuadoriani. Ad un programma che si svolge in Italia, partecipano, tra gli altri, Giovanni Falcone, Gianni De Gennaro, Rosario Priore, Giancarlo Caselli ed il generale dei Carabinieri Mario Mori. Si occupa di diritti umani e dei principi del giusto processo in America Latina, ove, per incarico del Dipartimento della giustizia degli Stati Uniti d'America, svolge una missione in Perù, con il prof. León Carlos Arslanian, Ministro della Giustizia dell'Argentina, e con il prof. Robert Goldman, della George Washington University.
Nel 1987, come indipendente di sinistra, viene eletto nelle liste del Partito Comunista Italiano al Senato della Repubblica e nel 1992 alla Camera dei deputati. Nel 1994 viene nuovamente eletto al Senato. Per tutte e tre le legislature è membro della Commissione Antimafia e presenta numerosi disegni di legge sulla riforma dei servizi segreti, sugli appalti pubblici, sui trapianti, sui sequestri di persona, sui pentiti, sul terrorismo e sulla dissociazione. Successivamente passa al Partito Democratico della Sinistra, per divenire poi il responsabile alla giustizia dei Socialisti Democratici Italiani.
Nel 1988 viene eletto al consiglio comunale della sua città.
Dopo il rientro nei ranghi della magistratura, è stato giudice della Suprema Corte di Cassazione, dove viene nominato Presidente onorario aggiunto. Nel 2013 è stato preso in considerazione dal Movimento 5 Stelle, assieme ad altri nomi, per l'elezione a Presidente della Repubblica. Un mese dopo Imposimato affermerà pubblicamente di non essere un aderente al Movimento 5 Stelle ma di riconoscerne il merito di aver denunciato la paralisi e l'impotenza del Parlamento. Lo stesso partito lo ha sostenuto anche nella successiva elezione del 2015, votandolo in tutti i quattro scrutini. 
È deceduto il 2 gennaio 2018 al policlinico Agostino Gemelli di Roma dopo una lunga malattia. I funerali si sono celebrati due giorni dopo nella chiesa di Santa Maria Mater Ecclesiae nel quartiere Torrino ed è stato tumulato nella tomba di famiglia presso il cimitero Laurentino alle porte di Roma.

## Altre attività di rilievo

### L'impegno sociale
Nel gennaio 2001 ha scritto la prefazione al libro La sporca guerra di Habib Souaidia, dove aveva previsto la offensiva di Al Qaeda ed il terrorismo islamico contro l'occidente.
Nello stesso anno è stato collaboratore e consulente di Don Pierino Gelmini, direttore di 150 comunità terapeutiche per il recupero di tossicodipendenti, in Italia ed all'estero. Si è occupato inoltre del lavoro dei detenuti per la comunità in collegamento con l'associazione "Liberi di San Vittore".
Ha inoltre ricoperto la carica di Presidente della Transplant Recipient international Organization, e direttore dell'osservatorio dell'Eurispes sulla criminalità organizzata in Italia. Ha analizzato anche alcuni casi di errori giudiziari, tra cui della vicenda - relativa al massacro di Ponticelli - circa la condanna di tre ragazzi di Ponticelli per un duplice omicidio di due bambine. 

### L'attività accademica
È stato docente universitario di procedura penale alla facoltà di scienze forensi - diretta dal prof. Francesco Bruno - presso l'università degli Studi di Roma "La Sapienza" dal 2002 fino al 2014, nonché docente del corso di studi in "scienze dell'investigazione" all'Università degli Studi dell'Aquila, cattedra di diritto penale, nonché collaboratore della rivista Il Ponte di Piero Calamandrei. 

### Gli studi sugli attentati dell'11 settembre 2001
Nel 2011 ha annunciato pubblicamente che avrebbe denunciato il governo degli Stati Uniti d'America alla Corte penale internazionale, perché, a suo parere, sarebbe stato a conoscenza degli imminenti attentati dell'11 settembre 2001 ma non avrebbe fatto nulla per fermarli.

### Le ricerche sulla strategia della tensione
Ha inoltre affermato - citando un documento dell'ex terrorista di Ordine Nuovo Giovanni Ventura - che esponenti del gruppo Bilderberg sarebbero stati i mandanti delle stragi commesse durante la strategia della tensione in Italia, utilizzando come tramite ed esecutori materiali soggetti neofascisti, alcuni massoni e gli agenti dell'Organizzazione Gladio; sostiene anche che gli attentati in cui morirono Giovanni Falcone e Paolo Borsellino furono attuati perché avevano «scoperto chi manovrava gli appalti su grandi infrastrutture, tra cui la Tav», perciò politici collusi con la criminalità organizzata avrebbero incaricato i sicari mafiosi dei due attentati (strage di Capaci e strage di via D'Amelio) e delle altre bombe del 1992-1993.

## Le dichiarazioni dei pentiti
- Il pentito Maurizio Abbatino, ex membro della Banda della Magliana, nel 2018 racconterà che nell’agosto del 1983 si riunirono al Gianicolo a Roma Edoardo Toscano, suo amico fraterno, i fratelli Pellegrinetti, Maurizio Andreucci e Claudio Vannicola per parlare dell’omicidio che venne approvato con l’obiettivo di colpire il giudice Ferdinando Imposimato, fratello di Franco, che stava indagando sulla morte di Domenico Balducci, vicino a Pippo Calò che era legato alla Banda della Magliana e ai napoletani. Stando invece alle dichiarazioni dell’altro pentito della Magliana Antonio Mancini, durante una riunione a Trastevere tra il 1979 e il 1980, si discusse appunto anche dell’uccisione di Ferdinando Imposimato su proposta di Danilo Abbruciati e su richiesta di personaggi legati alla massoneria, progetto che però non fu realizzato. Claudio Sicilia, altro pentito della Banda, nel 1986 rivela di un colloquio tra Corrado Iacolare, numero due del boss Raffaele Cutolo, ed esponenti del clan Nuvoletta successivo all’omicidio di Franco Imposimato poiché nonostante l’uccisione del fratello, Ferdinando aveva continuato nel suo agire ed era diventato pericolosissimo: aveva indagato sui mafiosi Gambino, Inzerillo e Spatola, sull’alleanza tra ‘ndrangheta e Brigate Rosse, sul falso rapimento di Michele Sindona imbattendosi nei nomi di Flavio Carboni ed Ernesto Diotallevi e la sua inchiesta fu trasferita a Giuliano Turone che fece scoppiare lo scandalo della P2.

- Nel 1996 il pentito Carmine Schiavone dichiarerà che l’agguato al fratello del giudice era stato organizzato da Diotallevi, assolto però per non aver commesso il fatto. Invece il processo Spartacus porterà alle condanne all'ergastolo in via definitiva per Pippo Calò, Vincenzo Lubrano, Antonio Abbate e Raffaele Ligato. La sentenza d’appello emessa nel 2000, confermata in Cassazione, indicherá tra i responsabili anche il boss defunto Lorenzo Nuvoletta.[19]

## Produzione di opere letterarie e audiovisive

### Cinema e televisione
Nel 1986 scrive sei soggetti cinematografici per la RAI. I film vengono prodotti da una co-produzione tra le televisioni di Italia, Francia, Germania, Austria e Spagna. Si tratta di sei storie giudiziarie, dal titolo Il giudice istruttore, che raccontano alcune delle inchieste condotte da Imposimato. In esse è ricorrente il problema della fallacia della giustizia per la inafferrabilità della verità reale e la contraddizione tra verità processuale e verità reale. Tra gli interpreti, diretti dal regista Florestano Vancini, ci sono Erland Josephson, l'attore prediletto dal regista Ingmar Bergman, che interpreta la parte del giudice Imposimato, Danici Gelin, Horst Buchholz, Capucine e Vittorio Gassman. Federico Fellini, amico del giudice, gli propone di scrivere soggetti cinematografici su temi giudiziari, ma il progetto non va a termine per la morte del regista.

### Libri e pubblicazioni
Nel 2008 ha scritto il libro Doveva morire. Chi ha ucciso Aldo Moro, che tiene viva la memoria e contribuisce a chiarire uno degli episodi più tragici e sconvolgenti della storia repubblicana, la strage di via Fani, il sequestro e l'omicidio di Aldo Moro. In questo libro sostiene con il supporto di multipli testimonianze che Moro fu vittima di un complotto politico ideato da Francesco Cossiga e Giulio Andreotti con la partecipazione di Gladio, organizzazione segreta militare della P2 risalente a Licio Gelli. Nel 2012 dà alle stampe La Repubblica delle stragi impunite, che descrive il legame che unisce le stragi indiscriminate che hanno scandito la vita dell'Italia repubblicana, come la strage di Portella della Ginestra (maggio 1947), strage di piazza Fontana (dicembre 1969), strage di piazza della Loggia (maggio 1974), la strage dell'Italicus (agosto 1974), l'agguato di via Fani (marzo 1978), la strage di Bologna (agosto 1980), l'attentato dell'Addaura (giugno 1989), la strage di Capaci (maggio 1992) e la strage di via D'Amelio (luglio 1992). Il libro tratta del nesso tra servizi segreti stranieri e italiani, agenzie internazionali di copertura, potere politico, terrorismo, mafia e associazioni criminali.
Nel 2023 è stato pubblicato il libro Ferdinando Imposimato. Le inchieste di una vita, un libro diario postumo dove sono raccontati i fatti degli anni '70 fino al 2000 attraverso la narrazione introspettiva dello stesso Imposimato.

### Partecipazione a programmi televisivi
Da gennaio 2001 a giugno 2008 è stato presente, in qualità di giudice arbitro, nella trasmissione televisiva di Canale 5 e di Rete 4 Forum e nella sua versione pomeridiana Sessione pomeridiana tribunale di Forum, spiegando in varie cause i principi della Costituzione. Ha partecipato a vari servizi di inchiesta sulla giustizia, su terrorismo interno e internazionale, sulla criminalità organizzata, sulla corruzione, sui diritti umani.
Nel 2014 ha partecipato al documentario Fuoco amico - La storia di Davide Cervia sulla vicenda di Davide Cervia.

## Opere principali
- Corruzione ad alta velocità. Viaggio nel governo invisibile, con Giuseppe Pisauro e Sandro Provvisionato, Roma, Koinè Nuove Edizioni, 1999. ISBN 88-87509-03-4.
- Un juge en Italie: pouvoir, corruption, terrorisme. Les dossiers noirs de la Mafia, Paris, Editions de Fallois, 2000. ISBN 2877063860.
- Vaticano. Un affare di Stato. Le infiltrazioni, l'attentato. Emanuela Orlandi, Roma, Koinè Nuove Edizioni, 2002. ISBN 88-87509-25-5; 2003. ISBN 88-87509-38-7.
- Terrorismo internazionale. La verità nascosta, Roma, Koinè Nuove Edizioni, 2002. ISBN 88-87509-26-3.
- La grande menzogna. Il ruolo del Mossad, l'enigma del Niger-gate, la minaccia atomica dell'Iran, Roma, Koinè Nuove Edizioni, 2006. ISBN 88-87509-63-8.
- L'errore giudiziario. Aspetti giuridici e casi pratici, Giuffré Editore, 2009. ISBN 88-14-14779-5
- Doveva morire. Chi ha ucciso Aldo Moro. Il giudice dell'inchiesta racconta, con Sandro Provvisionato, Milano, Chiarelettere, 2008. ISBN 978-88-6190-025-7; 2008. ISBN 978-88-6190-055-4; 2014. ISBN 978-88-6190-515-3.
- L'errore giudiziario. Aspetti giuridici e casi pratici, Milano, Giuffrè, 2009. ISBN 88-14-14779-5.
- Attentato al Papa, con Sandro Provvisionato, Milano, Chiarelettere, 2011. ISBN 978-88-6190-120-9.
- La Repubblica delle stragi impunite. I documenti inediti dei fatti di sangue che hanno sconvolto il nostro Paese, Roma, Newton Compton, 2012. ISBN 978-88-541-4101-8; 2013. ISBN 978-88-541-5499-5. "Le “novità” di questa inchiesta. Anzitutto, la cornice e la continuità tra le stragi, i tentativi golpisti, gli assassini selettivi di alcuni magistrati, compresi quelli in cui morirono Giovanni Falcone e Paolo Borsellino. Furono tutti eventi che ebbero come scopo comune quello di cambiare gli assetti istituzionali in modo violento. I crimini più feroci che scandirono la vita del Paese si verificarono alla vigilia o all'indomani di eventi politici cruciali." (pag.16)
- I 55 giorni che hanno cambiato l'Italia. Perché Aldo Moro doveva morire? La storia vera, Roma, Newton Compton, 2013. ISBN 978-88-541-5358-5.
- L'Italia segreta dei sequestri. Le inchieste shock dal caso Moro a Emanuela Orlandi, Roma, Newton Compton, 2013. ISBN 978-88-541-5957-0.
- Temi Desnuda (Vademecum per creare una giustizia giusta), Gennaro Francione, Paolo Franceschetti e Ferdinando Imposimato, Roma, Herald, 2015.
- Ferdinando Imposimato. Le inchieste di una vita, Koinè Nuove Edizioni, con la prefazione di Giuseppe Lombardo, Roma 2023. ISBN 978-88-89828-89-2.

## Riconoscimenti
- Nel 1984 viene designato dalla rivista francese Le Point Uomo dell'Anno-Giudice Coraggio e riceve il premio dedicato a Carlo Alberto dalla Chiesa per avere proseguito le sue battaglie al servizio della giustizia nonostante le minacce ricevute e l'assassinio del fratello.
- Nel 1985 il Times di Londra gli dedica una intera pagina definendolo lo scudisciatore della mafia. La rivista Reader's Digest gli dedica un servizio per le sue inchieste su terrorismo e mafia. Nello stesso anno un libro dell'ONU lo sceglie, nell'anno della gioventù, come "Il Simbolo della Giustizia".

## Filmografia
Nel 1981 il regista Francesco Rosi girò il film Tre fratelli, che si ispirava alla vita di Imposimato, e dei due fratelli, l'uno direttore di un carcere e l'altro operaio.